# Talbina
Talbina (atalbina, tarbina) – rodzaj zawiesistej zupy sporządzanej z razowej mąki jęczmiennej, mleka, i słodzonej cukrem lub miodem. Jest spożywana od wieków na Bliskim Wschodzie i w Afryce Północnej.   

## Historia
Potrawa, wywodzi się z krajów arabskich. Nazwa, pochodzi od słowa laban (po arabsku: تلبينة)  oznaczającego jogurt, ze względu na jej podobieństwo do jogurtu. Mieszanka razowej mąki jęczmiennej z płynem i słodkimi lub słonymi dodatkami, jest jednym ze znanych najstarszych produktów spożywczych, Rzymianie nazywali go pulsem. Arabista Diego de Guadix (1550 –1615) określił ją jako „dowolną mieszaninę wody i mąki, lub także mleka i mąki”, (mleko nie pochodziło wówczas od krowy, ale z migdałów). Historyk Juan López de Velasco (1530 –1598) pisał, że „z mleka migdałowego i mąki wytwarza się pewne puches, które w niektórych prowincjach Hiszpanii nazywane są ataluinas”. Obecnie potrawy o tej nazwie występują na obszarach hiszpańskich prowincji Almeria i Murcja oraz w stanie Táchira (Wenezuela). Potrawa ta jest nadal sporządzana w  krajach arabskich, pod nazwą at-talbīna.

## Talbina w krajach arabskich
Talbina (at-talbīna), przygotowywana jest z mąki jęczmiennej razowej, lub z samymi jęczmiennymi otrębami, zmieszanej z mlekiem i miodem. W arabskiej medycynie ludowej  kojarzy się z licznymi korzyściami dla osób chorych. O talbinie w Sunnie jest napisane, że Prorok Mahomet otrzymał talbinę od Boga, aby leczyć chorych muzułmanów. Awicenna w XI wieku zalecał jej stosowanie przeciwko gorączce. W świecie arabskim at-albina jest nazywana też talbīnat ash-shaʿir, „talbin jęczmienny”, ponieważ jest przygotowywana głównie z razowej mąki jęczmiennej. 

„Talbeenah przynosi pocieszenie choremu i zmniejsza smutek”.  Talbeenah to bulion z mąki jęczmiennej z otrębami, do którego dodaje się szklankę wody i podgrzewa się na małym ogniu przez pięć minut, a następnie dodaje się filiżankę mleka i łyżkę miodu.

Talbina jest zalecana do spożywana w czasie Ramadanu, jako suhur (posiłek przed świtem), lub iftar (posiłek po zachodzie słońca).

## Talbina w Hiszpanii
Potrawa została wprowadzona w Hiszpanii w czasach panowania islamskiego na Półwyspie Iberyjskim. Opisana została w  źródłach średniowiecza i epoki nowożytnej. W przeszłości nazywana talbina, lub atalbina, (zapisywana również jako taluina lub ataluina), nazwy te oznaczały wiele różnych potraw kulinarnych z mąki jęczmiennej lub pszennej, które miały półpłynną konsystencję, podobną do owsianki. Wytwarzana jest obecnie głównie z mąki jęczmiennej wymieszanej z mlekiem migdałowym. Jednak jej składnikami w różnych regionach mogą być też woda, mleko krowie, papryka, czosnek, i różne mąki. Według Julio Vallesa pierwotnie atalbina lub talbina była to mieszanka wina z mąką jęczmienną, jako posiłek dla ubogich. Talbina stosowana była też jako pokarm dla zwierząt gospodarskich, przygotowywana zwykle z wody i jęczmiennych lub pszennych otrębów. 

### Talbina z Almerii i Granady

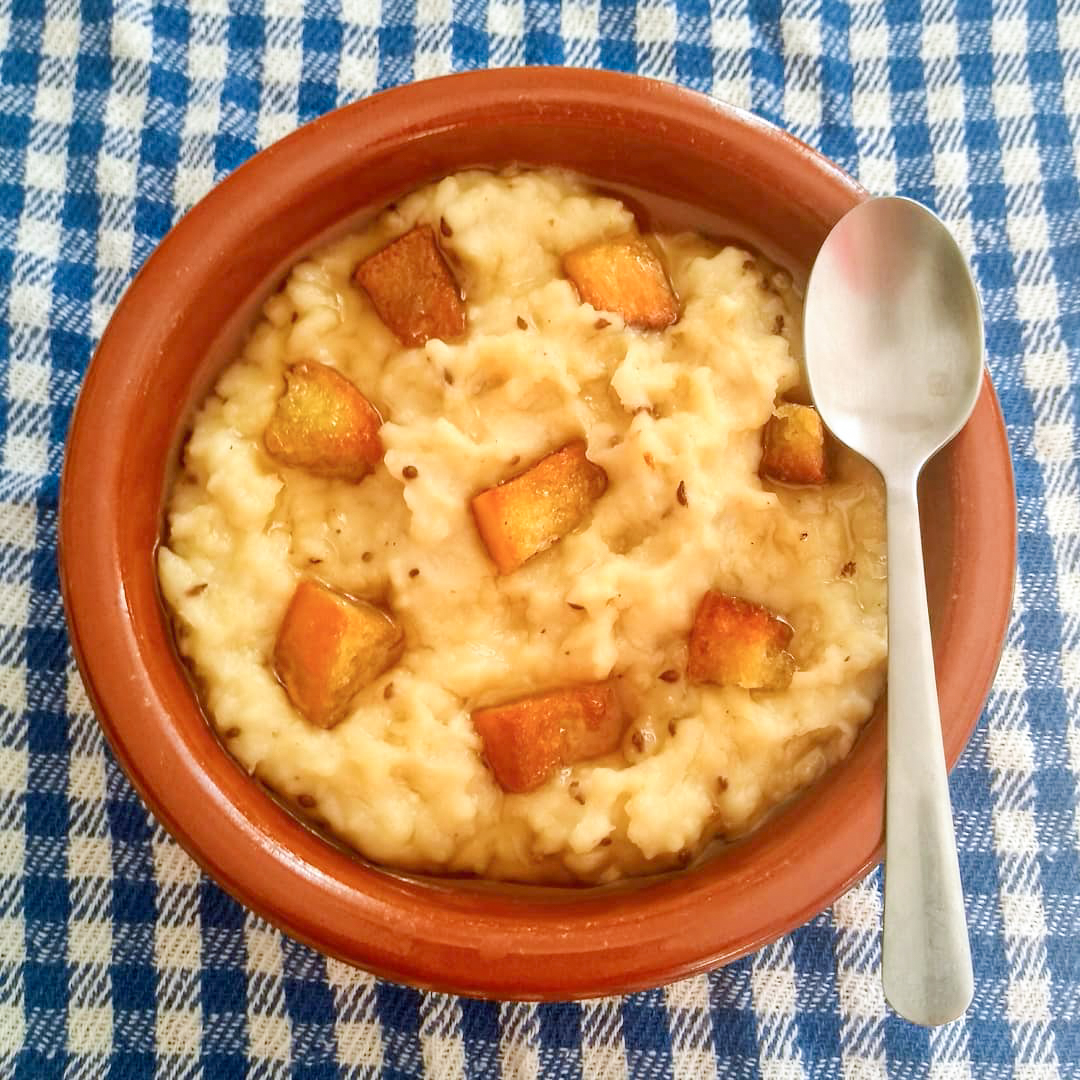
Talbina z Almerii

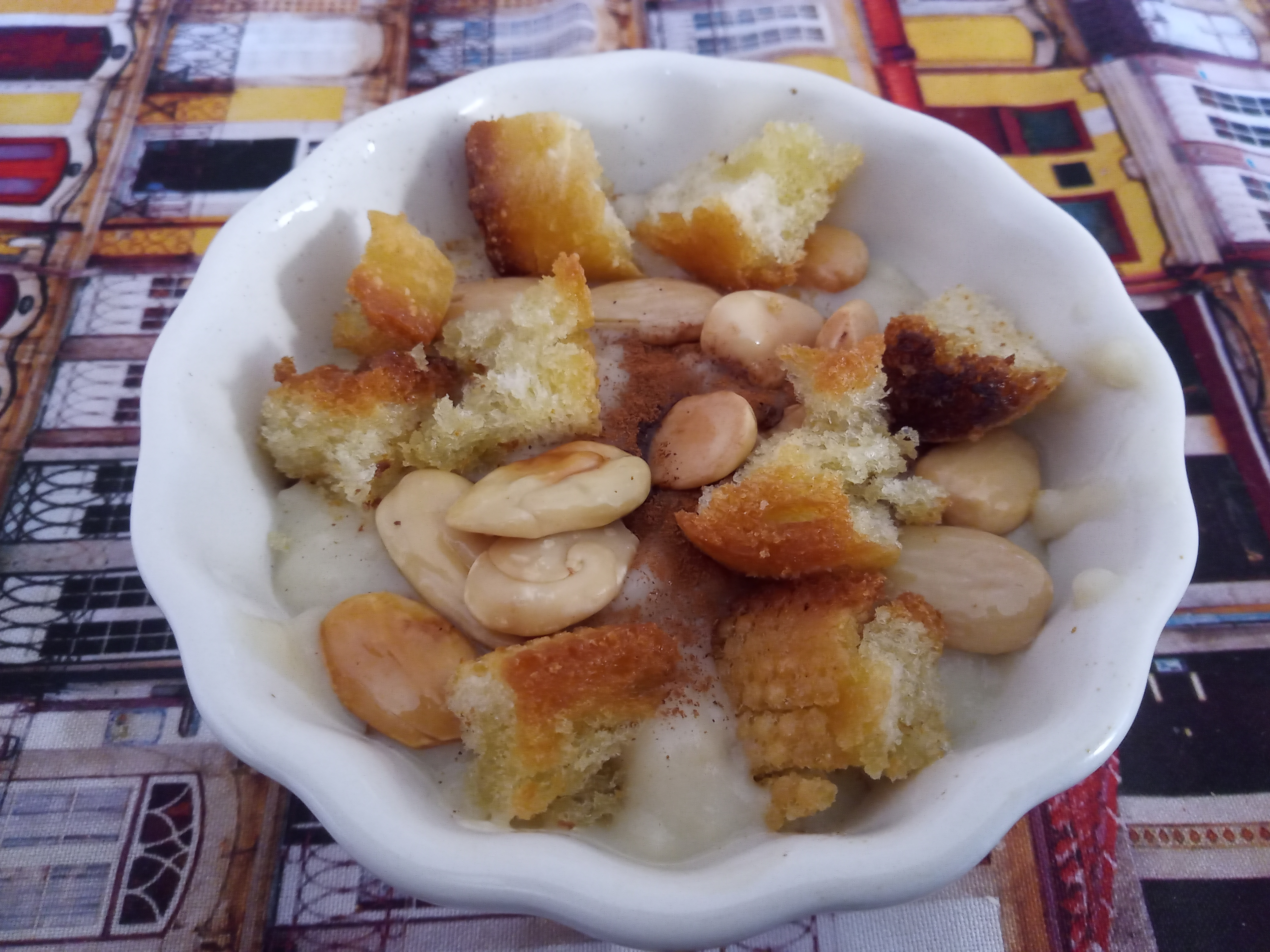
Tarbina z migdałami

Talbina lub tarbina, to potrawa typowa dla kuchni almerskiej, oparta na mące pszennej lub jęczmiennej i mleku. Zawiera również chleb, oliwę z oliwek i obrane migdały, całość słodzona cukrem lub miodem i aromatyzowana nasionami anyżu. Według Miguela José Carrascosa Salasa, talbiny są udokumentowane w dwunastu miejscach, w południowo-wschodniej części prowincji Grenada i na południu prowincji Almeria. Talbiny np. z Tabernas są słone, podczas gdy te ze stolicy regionu Almerii są słodkie.

### Talbina z Murcji
Tradycyjne przekąski z Murcji, Talvinas de Murcia, to słone smażone ciasta, najbardziej charakterystyczne danie dla gmin: Bullas, Sierra Espuña i Mula. Jest to rodzaj ciasta, które zawiera mąkę, lokalną suszoną paprykę, czosnek, boczek, chorizo i sól. Na patelni zostają podsmażone na rozgrzanej oliwie z oliwek ząbki czosnku i papryka, następnie jest dodawana mąka, sól i woda, wymieszane ciasto jest smażone z obu stron. Na tak przygotowane ciasto, jest nakładany wcześniej podsmażony boczek i chorizo. Całość jest podawana jeszcze gorąca.

### Talbina z Wysp Kanaryjskich
Talbina, lub tarabina, jest na Wyspach Kanaryjskich mieszaniną gofio, (nieprzesiana mąka z prażonych zbóż, zwykle pszenicy lub jęczmienia) z czerwonym winem. Potrawa która prawie zanikła, ale kiedyś była podstawą diety na obszarach wiejskich. W niektórych miejscach talbina odnosi się również do mieszanki gofio i mleka

## Talbina w Andach

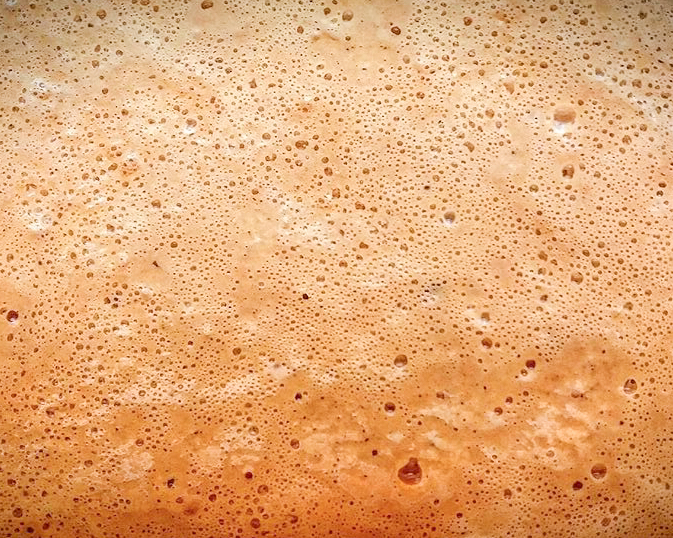
Talbina w Wenezueli

W Andach wenezuelskich, szczególnie w prowincji Táchira, talbina jest wytwarzana jako rodzaj płynnego zakwasu; przyrządzana z wody, mąki jęczmiennej lub pszennej, cukru i melasy. Jest używana jako zakwas do wypieku chleba andyjskiego, (chleb kameleon) i jako napój bezalkoholowy.

## Właściwości zdrowotne
Talbina jest lekkostrawna, i w arabskiej medycynie ludowej zalecana osobom z problemami żołądkowo-jelitowymi, oraz rekonwalescentom  powracającym do zdrowia po chorobach. Jest bogata w błonnik pokarmowy, białko, wapń, żelazo, magnez, potas, i witaminy z grupy B,  ma niską zawartość tłuszczu. Osoby z nietolerancją glutenu lub celiakią powinny unikać Talbiny, ponieważ jęczmień zawiera gluten.
Badania naukowe wykazały też znaczący wpływ talbiny m.in. na zmniejszenie u pacjentów depresji i poprawę nastroju.

Przeczytaj ostrzeżenie dotyczące informacji medycznych i pokrewnych zamieszczonych w Wikipedii.